# ساحل ملی پوینت ریز
ساحل ملی پوینت ریز (به انگلیسی: Point Reyes National Seashore) یک پارک حفاظت شده با مساحت ۲۸۷٫۴۴ کیلومترمربع است که در شبه جزیره پوینت ریز در شهرستان مارین، کالیفرنیا واقع شده‌است. این مکان به عنوان یک ساحل دریایی ملی، توسط سازمان پارک‌های ملی ایالات متحده به عنوان یک طبیعت حفاظت شده مهم نگهداری می‌شود. کلم میلر، نماینده کنگره آمریکا از شهرستان مارین، لایحه تأسیس ساحل ملی پوینت ریز را که در ۱۹۶۲ برای حفاظت از شبه جزیره از توسعه که در آن زمان برای دامنه‌های بالای خلیج پیشنهاد شده بود، نوشت و معرفی کرد. تمام سواحل این پارک در سال ۲۰۱۰ به عنوان پاک‌ترین سواحل این ایالت ذکر شده‌است.

## جغرافیا

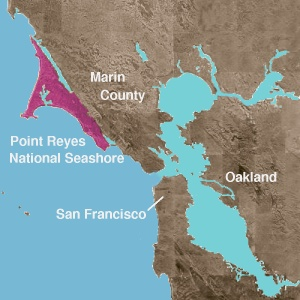
Point Reyes National Seashore

شبه جزیره پوینت ریز منطقه ای کاملاً مشخص است که از لحاظ زمین‌شناسی از یک منطقه گسل سان آندریاس از سایر مناطق مارین و تقریباً تمام قاره ایالات متحده جدا شده‌است
و حدود نیمی از آن در زیر سطح دریا فرورفته و خلیج تومالس را تشکیل می‌دهد. این یک واقعیت است که شبه جزیره در یک منطقه تکتونیکی متفاوت از ساحل شرقی خلیج تومالس قرار دارد و تفاوت در خاک و تا حدی تفاوت قابل توجهی در پوشش گیاهی ایجاد می‌کند.
شهر کوچک پوینت ریس استیشن، اگرچه واقعاً در شبه جزیره واقع نشده‌است، اما با این وجود بیشترین خدمات را به آن ارائه می‌دهد و برخی خدمات در اینورنس در ساحل غربی خلیج تومالس نیز موجود است. شهر کوچکتر اولما، در حدود ۳ مایل (۴٫۸ کیلومتر) جنوب پوینت ریس استیشن، دروازه ورود به ساحل دریا و مرکز بازدید کنندگان آن واقع در جاده بِر والری است.
این شبه جزیره شامل سواحل و سرزمین‌های ساحلی وحشی، مدخل‌ها و مناطق مرتفع است. بخش‌هایی از پارک مزارع و مزرعه‌های خصوصی است که دارای چرای گاو تجاری هستند. هنگام خرید پارک، این پارک‌ها برای ادامه استفاده‌های تاریخی اجاره داده شدند. بخش‌های دیگر تحت صلاحیت سایر مقامات حفاظت هستند که خدمات پارک ملی علائم را فراهم می‌کند و تأثیر بازدید کنندگان را در کل شبه جزیره و خلیج تومالس مدیریت می‌کند. ساحل دریا همچنین قسمت‌هایی از منطقه تفریحی ملی گلدن گیت مانند دره اولما را که در مجاورت ساحل دریا هستند، اداره می‌کند.

## نگارخانه

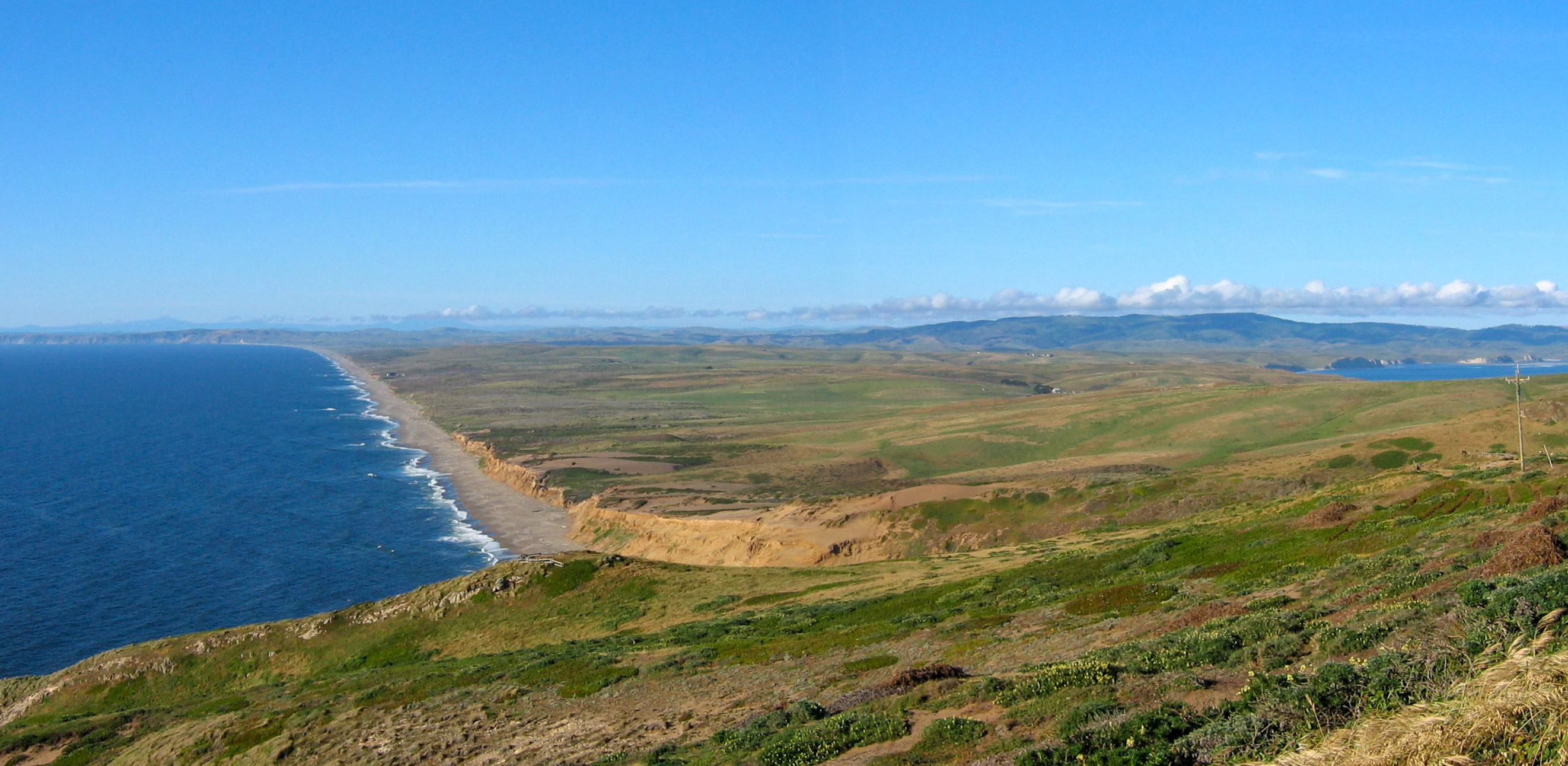
ساحل پوینت ریز از مرکز بازدید کنندگان فانوس دریایی
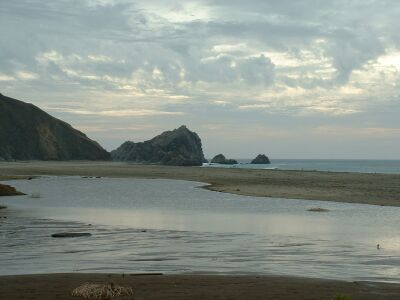
ساحل مک کلور
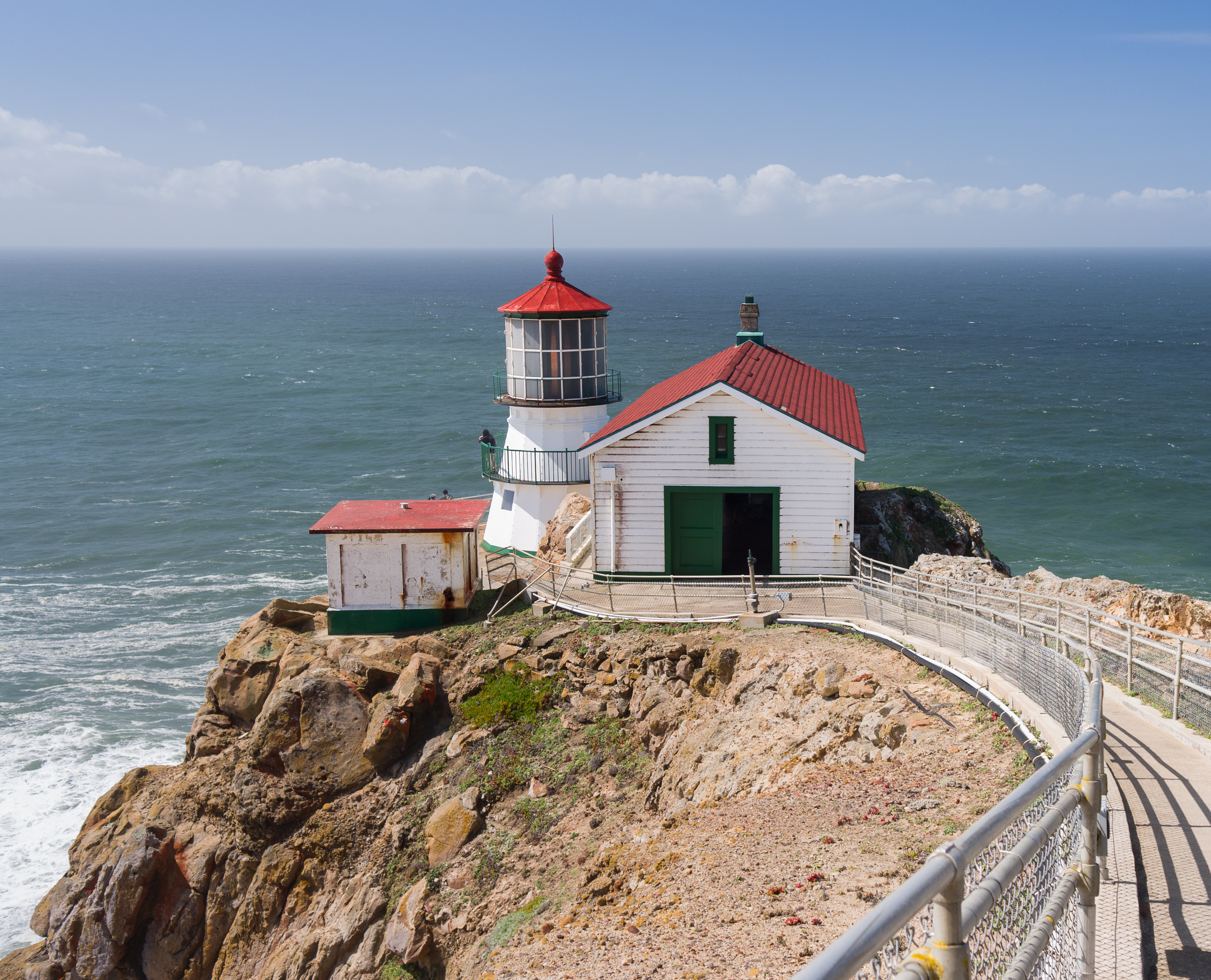
فانوس دریایی پوینت ریز
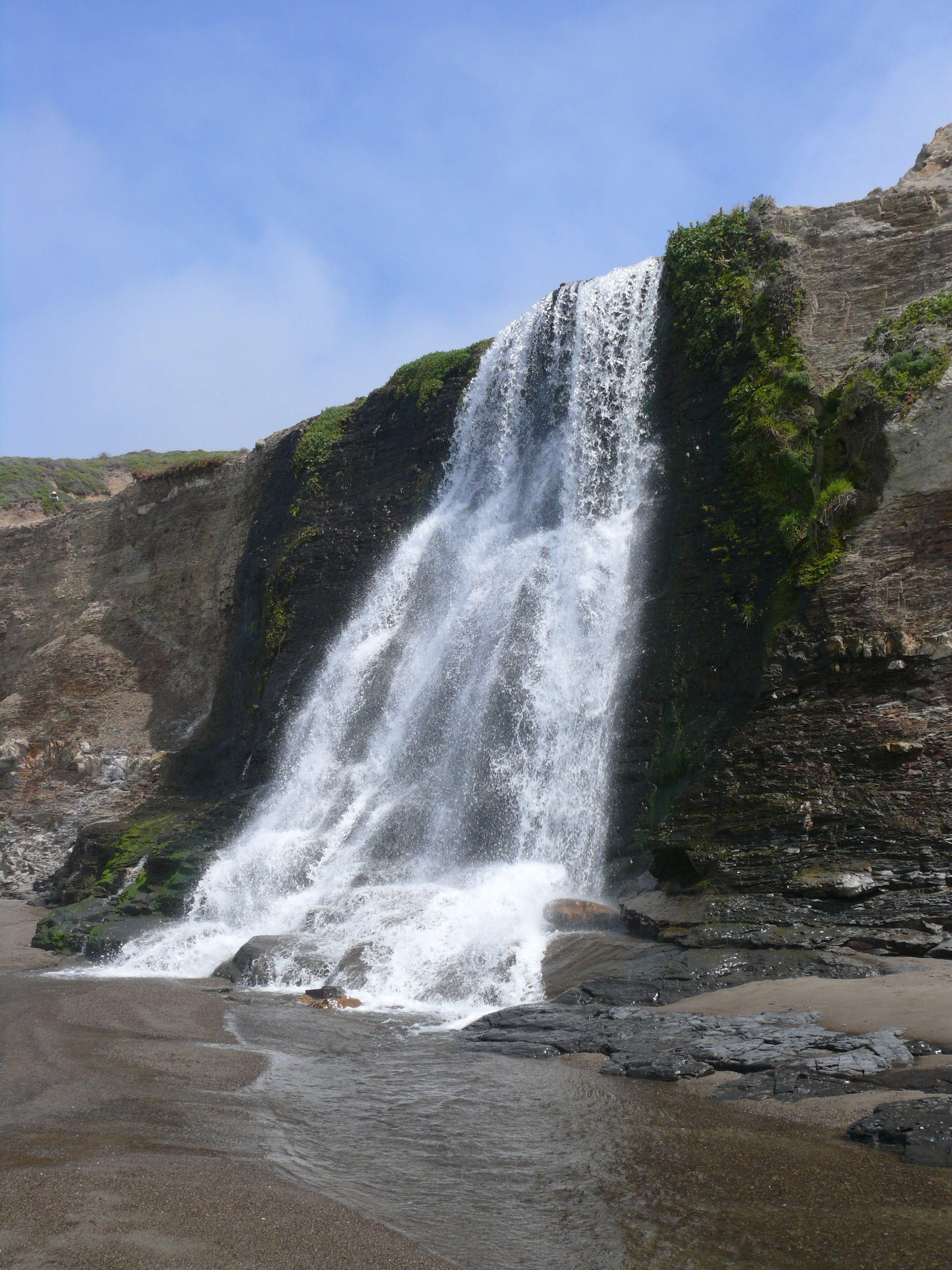
آبشار آلامر
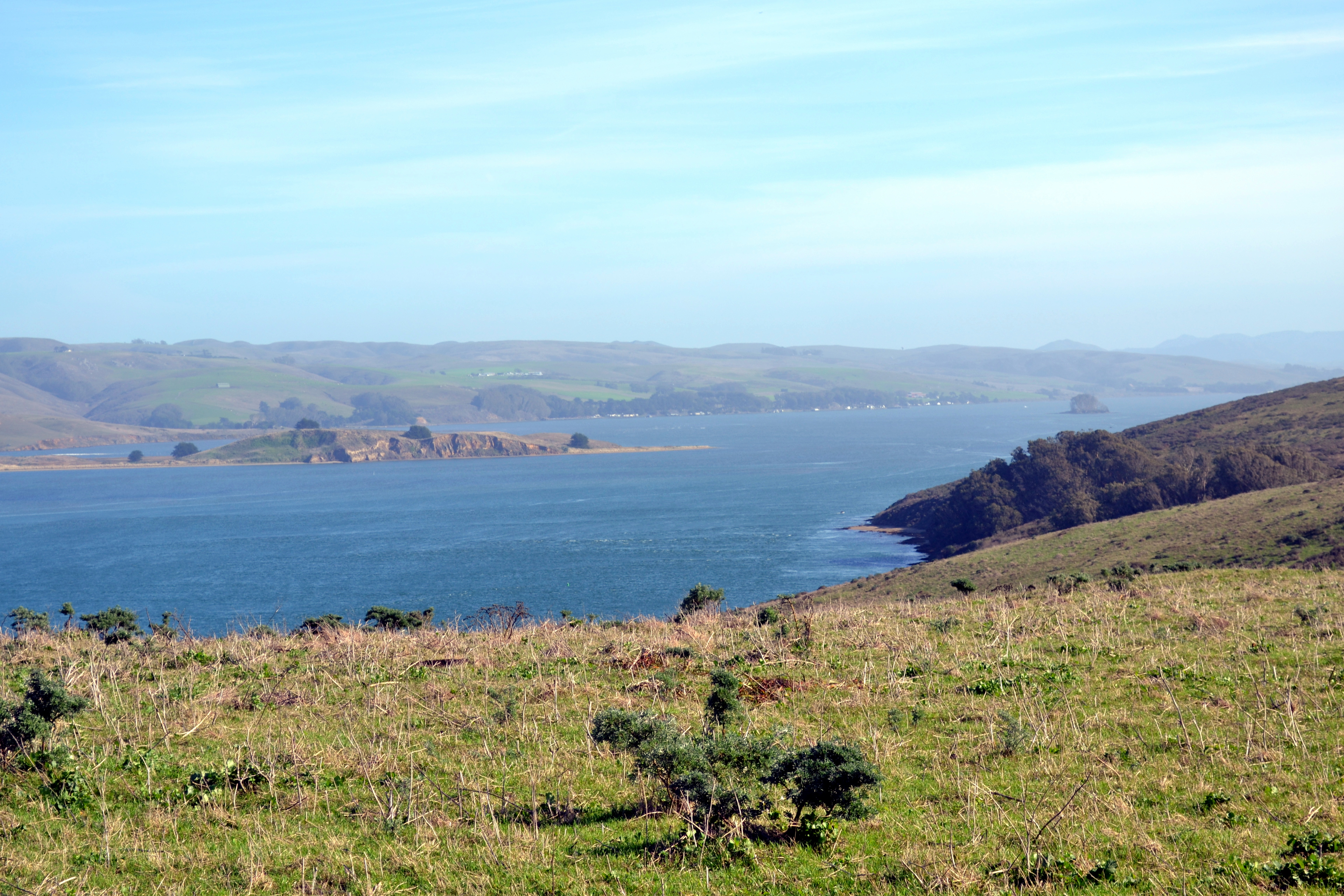
خلیج تومالس در سمت شرقی
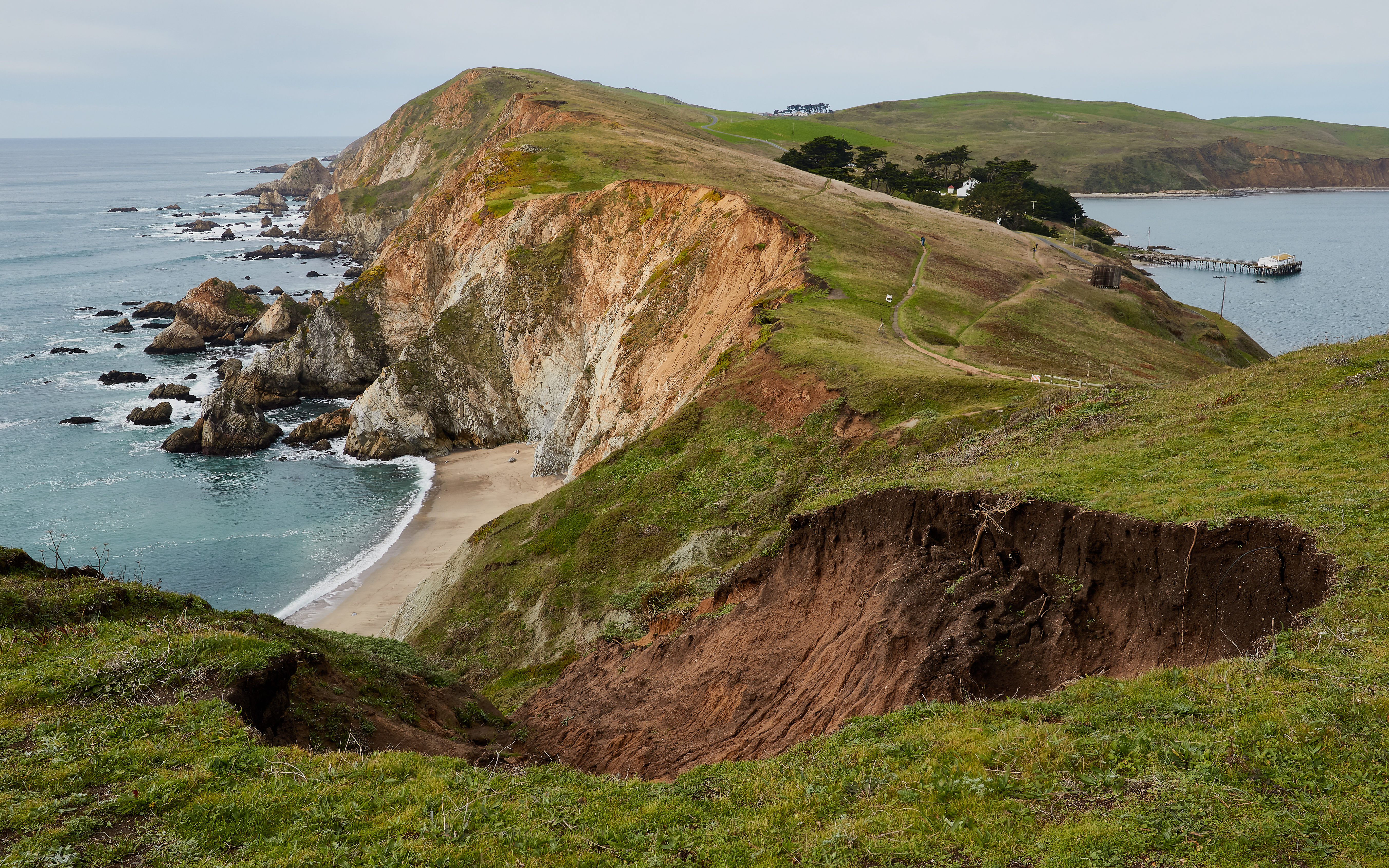
خط ساحلی همانطور که از صخره چیمنی دیده می‌شود
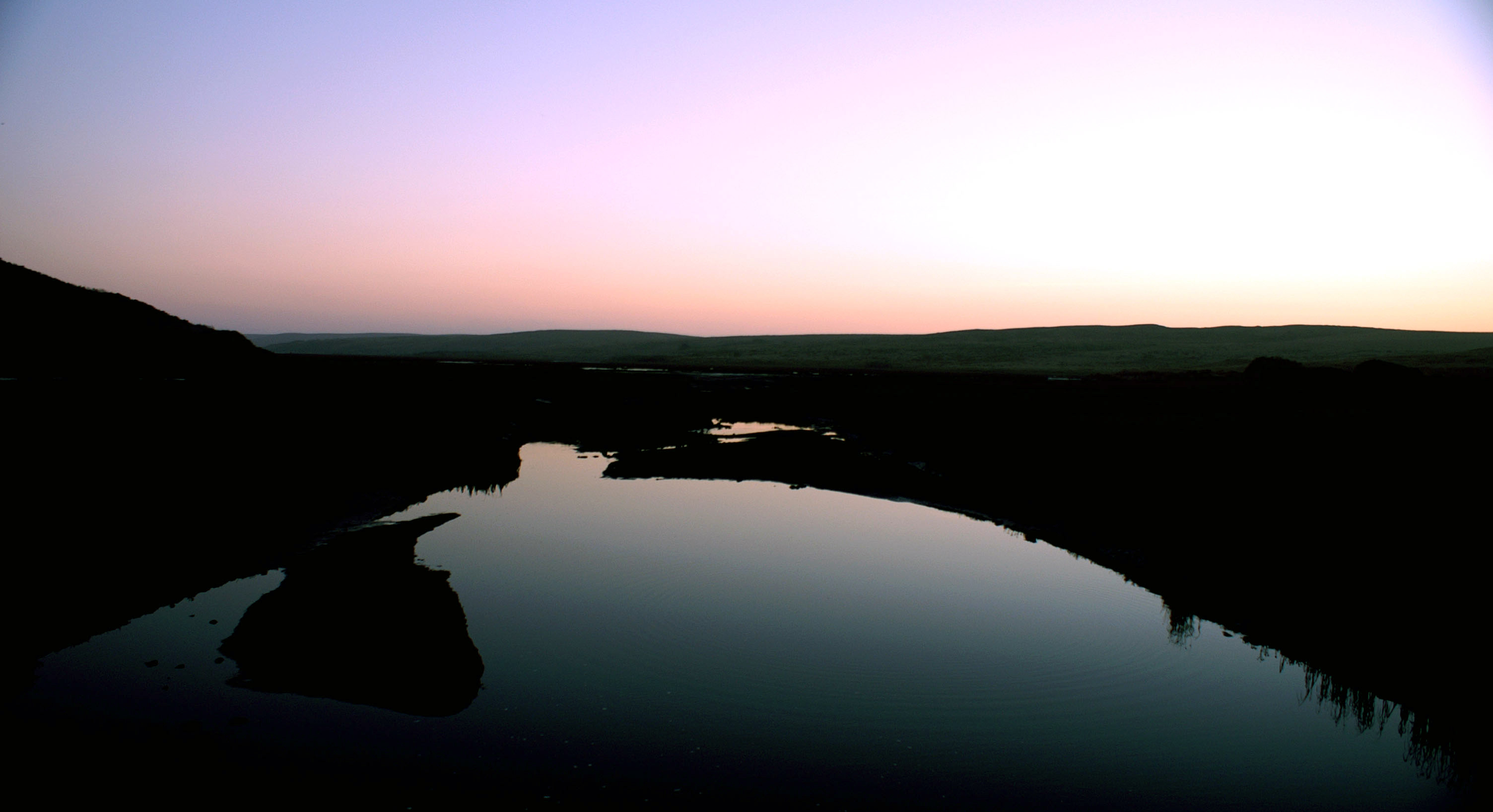
منظره غروب پوینت ریز
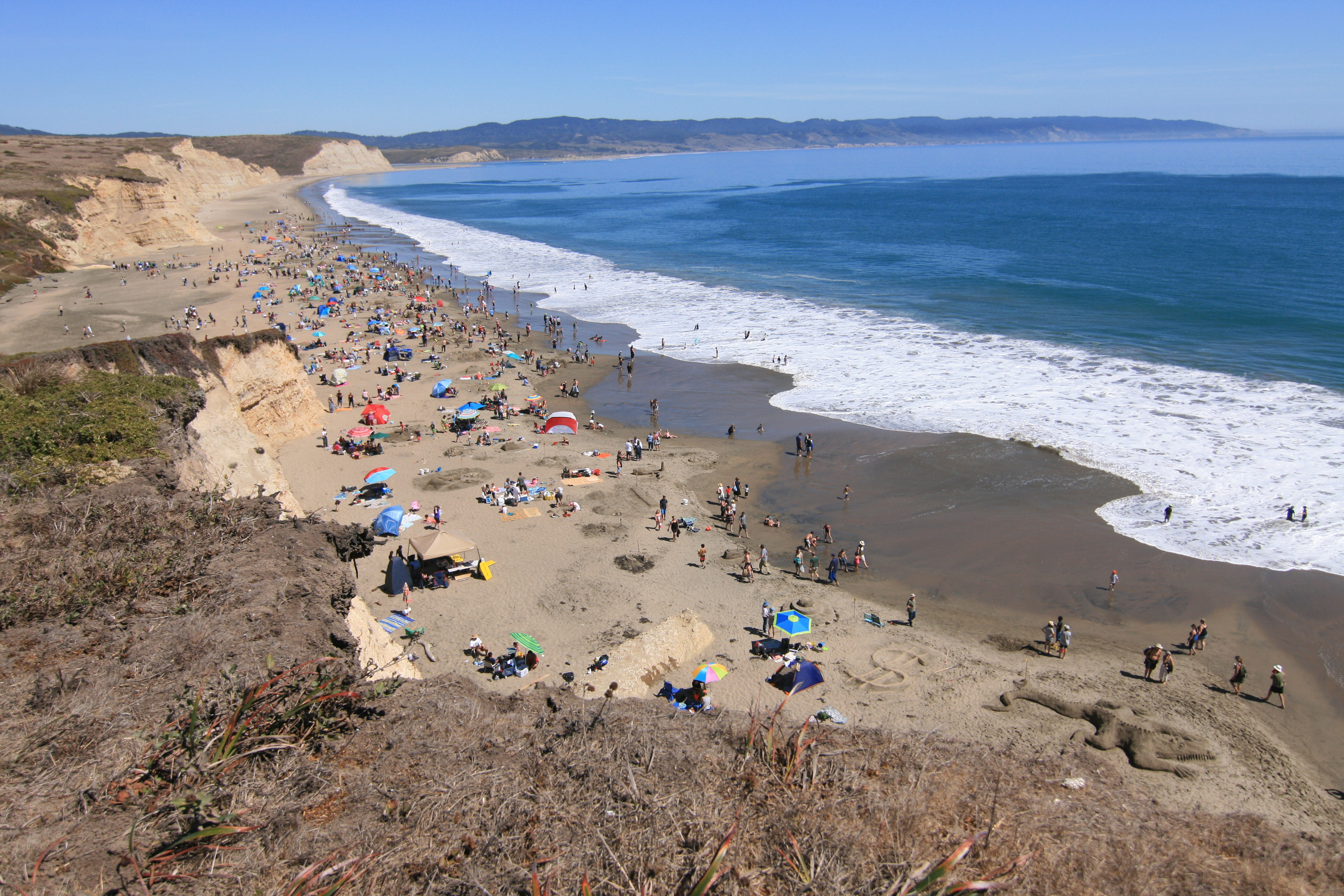
دارکس بیچ در طول مسابقه سالانه مجسمه‌های شنی ۲۰۱۵.
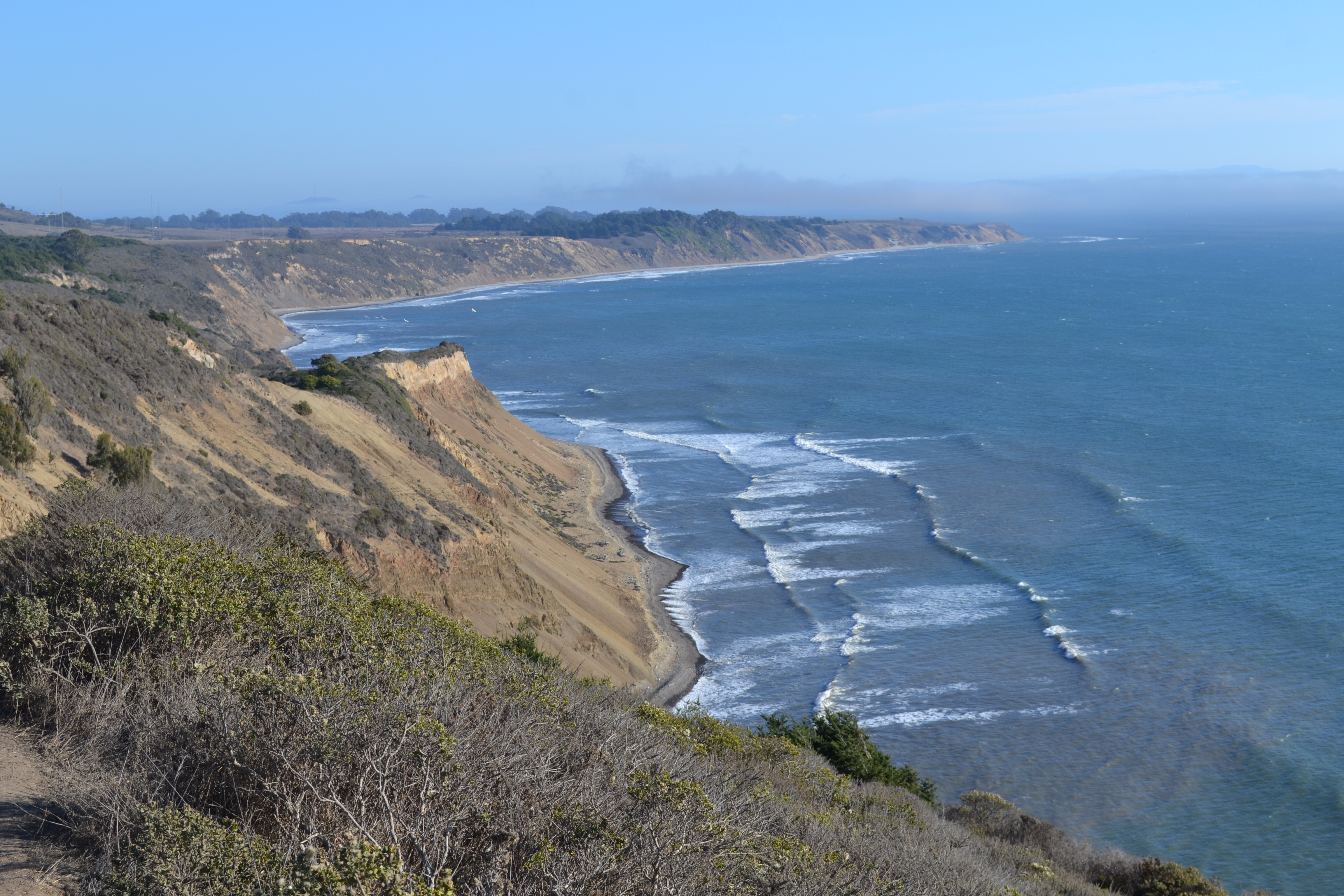
ساحل گربه وحشی